# Ugljikovodici
Ugljikovodici su najjednostavniji organski kemijski spojevi koji u svojim molekulama sadrže samo atome ugljika i atome vodika. Sastoje se od "kostura" atoma ugljika na koje su vezani atomi vodika (i drugih elemenata).
Nafta i zemni plin tvari su koje u svojem najvećem dijelu sadržavaju ugljikovodike. 

## Podjela
Ugljikovodici se dijele prema obliku ugljikovog "kostura", dalje uglavnom po zasićenosti.
- aciklički (alifatski) - atomi ugljika čine lančaste molekule. Taj lanac može biti i razgranat.
  - zasićeni
    - alkani (CnH2n+2) - atomi ugljika su vezani samo jednostrukom kovalentnom vezom.

  - nezasićeni
    - alkeni (CnH2n) - između barem dva atoma ugljika postoji dvostruka kovalentna veza.
    - alkini (CnH2n-2) - između barem dva atoma ugljika postoji trostruka kovalentna veza.
- ciklički - atomi ugljika čine prstenaste molekule.
  - karbociklički - prsten je građen samo od atoma ugljika.
    - zasićeni
      - cikloalkani - atomi ugljika su vezani samo jednostrukom kovalentnom vezom.

    - nezasićeni
      - cikloalkeni - osim jednostruke, između atoma ugljika postoji i dvostruka kovalentna veza.
      - cikloalkini - osim jednostruke, između atoma ugljika postoji i trostruka kovalentna veza.

    - aromatski
      - areni - u prstenu su jednostruka i dvostruka kovalentna veza poredane naizmjenično.

  - heterociklički - u prstenu postoje i drugi atomi (koji se nazivaju heteroatomima) osim atoma ugljika (npr. atom kisika, dušika, sumpora...).

## Aromatski ugljikovodici
Aromatski ugljikovodici (naziv dolazi od grčkog aroma (miris)). 
U 19.st. Friedrich August Kekule von Stradonitz otkriva strukturu benzena. Navodno je njegovu strukturu sanjao. Benzen je kancerogen, ali se nalazi u veoma mnogo spojeva. Čak i poznati lijek Aspirin u sebi sadrži benzensku jezgru.
Molekulska formula benzena je C6H6, a izvori su katran kamenog ugljena, nafta.
```
        H
        |
        C
       / \
    H-C   C-H
      |   |
    H-C   C-H
       \ /
        C
        |
        H
```

Poznatiji aromatski ugljikovodici: antracen i naftalen.

## Reakcije ugljikovodika

### Alkani
Alkani nisu izrazito reaktivni spojevi jer nemaju izrazito reaktivnih funkcionalnih skupina (u alkana je relativno stabilan vodik). 
Najčešće reakcija alkana je oksidacija odnosno gorenje. Svrha joj je dobivanje toplinske energije koja se oslobađa pri gorenju.
Druga reakcija koje je moguća u alkana je supstitucija. 
- Supstitucija - reakcije supstitucije ili zamjene su reakcije zasićenih i aromatskih ugljikovodika pri čemu se atom vodika iz molekule zamjenjuje atomom drugog elementa ili drugom skupinom, pri veoma jakoj svjetlosti.

| Reakcija supstitucije smjese klora i metana |
| reakcija supstitucije smjese klora i metana |

### Alkeni i alikini
Tipične reakcije alkena i alkina su reakcije adicije, ali i oksidacije dok su komercijalno najvažnije reakcije polimerizacije. 
Postoji više vrsta adicije kao što su : adicija vodika - hidrogeniranje, adicija vode - hidratiranje, adicija halogena - halogeniranje, adicija halogenvodika - hidrogenhalogeniranje.
- Adicija (lat. additio - dodavanje, pribrajanje). U organskoj kemiji, vezivanje vodikovih atoma, atoma drugih elemenata ili radikala, te odvajanje na dvostruke ili trostruke veze nezasićenih organskih spojeva.

|                                |
| reakcija adicije klora na eten |

## Vanjske poveznice
- Ugljikovodici Hrvatska tehnička enciklopedija, portal hrvatske tehničke baštine. LZMK